# Burmeistera auriculata
Burmeistera auriculata là loài thực vật có hoa trong họ Hoa chuông. Loài này được Muchhala & Lammers mô tả khoa học đầu tiên năm 2005.